# Thure Jansson
Thure Sigfrid Jansson  ("Tre Rosor"), född 14 mars 1886 i Stehag, Malmöhus län, död 14 oktober 1971 i Ängelholm, var en svensk publicist och ledarskribent.
Jansson grundade och var ägare till tidningskoncernen Nordvästra Skånes Tidningar som bildades genom uppköp av de lokala tidningarna Engelholms Tidning 1927, Öresunds-Posten 1931, och Landskrona Posten 1952.
Jansson undertecknade sina – ofta mycket långa – ledare med Thure Jansson Tre Rosor. Han intog en borgerlig ytterlighetsposition med stark kritik i kraftiga ordalag av socialism och av kommunismen, som han såg som ett hot i de under 1960-talet nya självständiga staterna i Afrika.